# Clermont (Luik)
Clermont of Clermont-sur-Berwinne is een plaats en deelgemeente van de Belgische gemeente Thimister-Clermont in de provincie Luik. Tot 1 januari 1977 was het een zelfstandige gemeente. Het dorp is opgenomen in de lijst van de mooiste plaatsjes in Wallonië (Les Plus Beaux Villages de Wallonie).
Clermont ligt aan het riviertje de Berwijn en de deelgemeente omvat ook het dorp La Minerie.

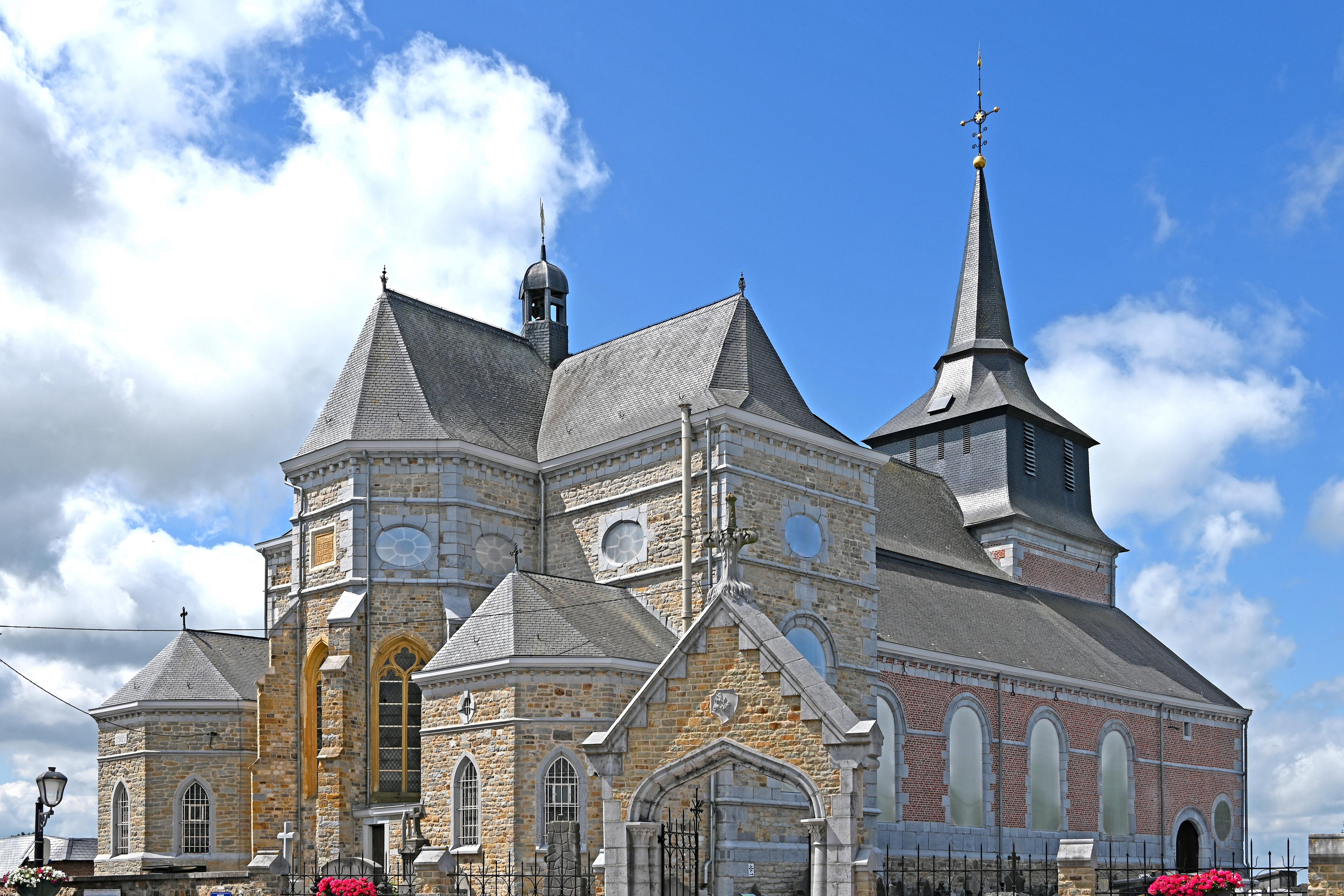
De Sint-Jacobus de Meerderekerk van Clermont.

## Geschiedenis
Tot de opheffing van het hertogdom Limburg hoorde Clermont tot de Limburgse hoogbank Herve. Net als de rest van het hertogdom werd Clermont bij de annexatie van de Zuidelijke Nederlanden door de Franse Republiek in 1795 opgenomen in het toen gevormde departement Ourthe.

## Demografische ontwikkeling
- Bronnen:NIS, Opm:1831 tot en met 1970=volkstellingen, 1976= inwoneraantal op 31 december

## Bezienswaardigheden
- Sint-Jacobus de Meerderekerk
- Voormalig gemeentehuis van Clermont
- Het centrale plein Place de la Halle

## Natuur en landschap
Clermont ligt in het Land van Herve op een hoogte van ongeveer 300 meter.

## Nabijgelegen kernen
Thimister, Froidthier, Crawhez, Elsaute, Henri-Chapelle

## Weblink
Pagina van Clermont op de website van de mooiste dorpen in Wallonië

## Galerie

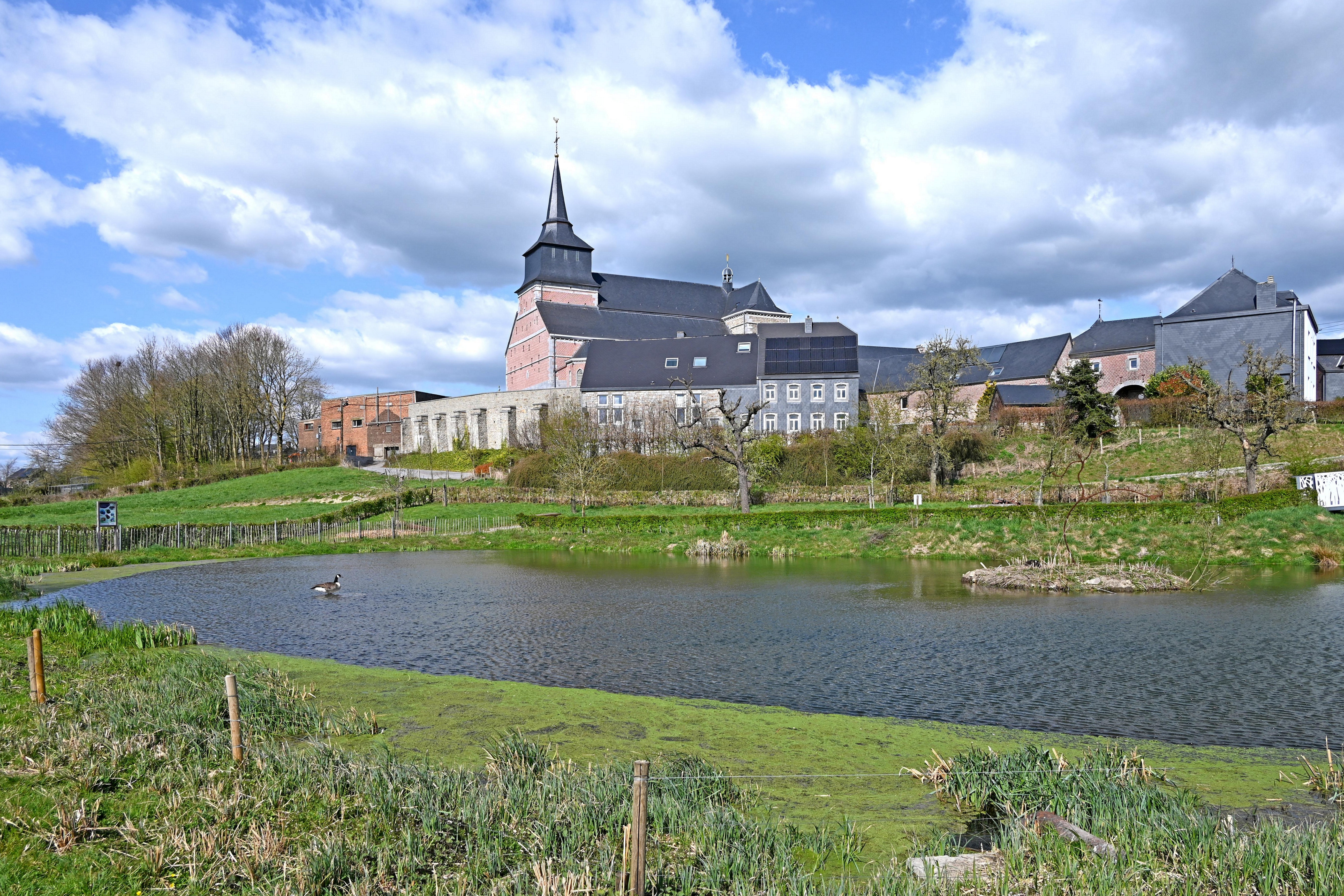
De parochiekerk en enkele oude huizen, van buitenaf gezien
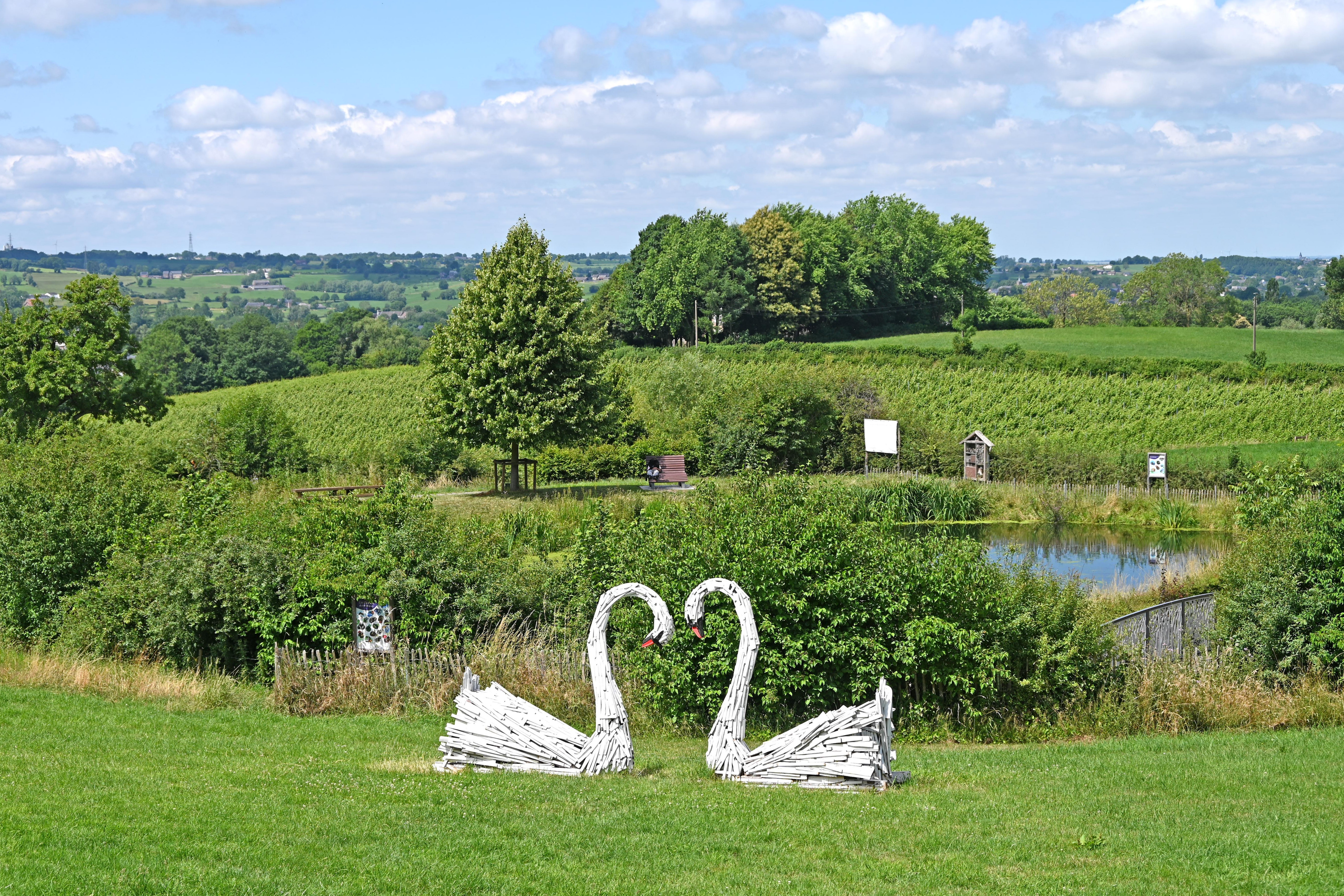
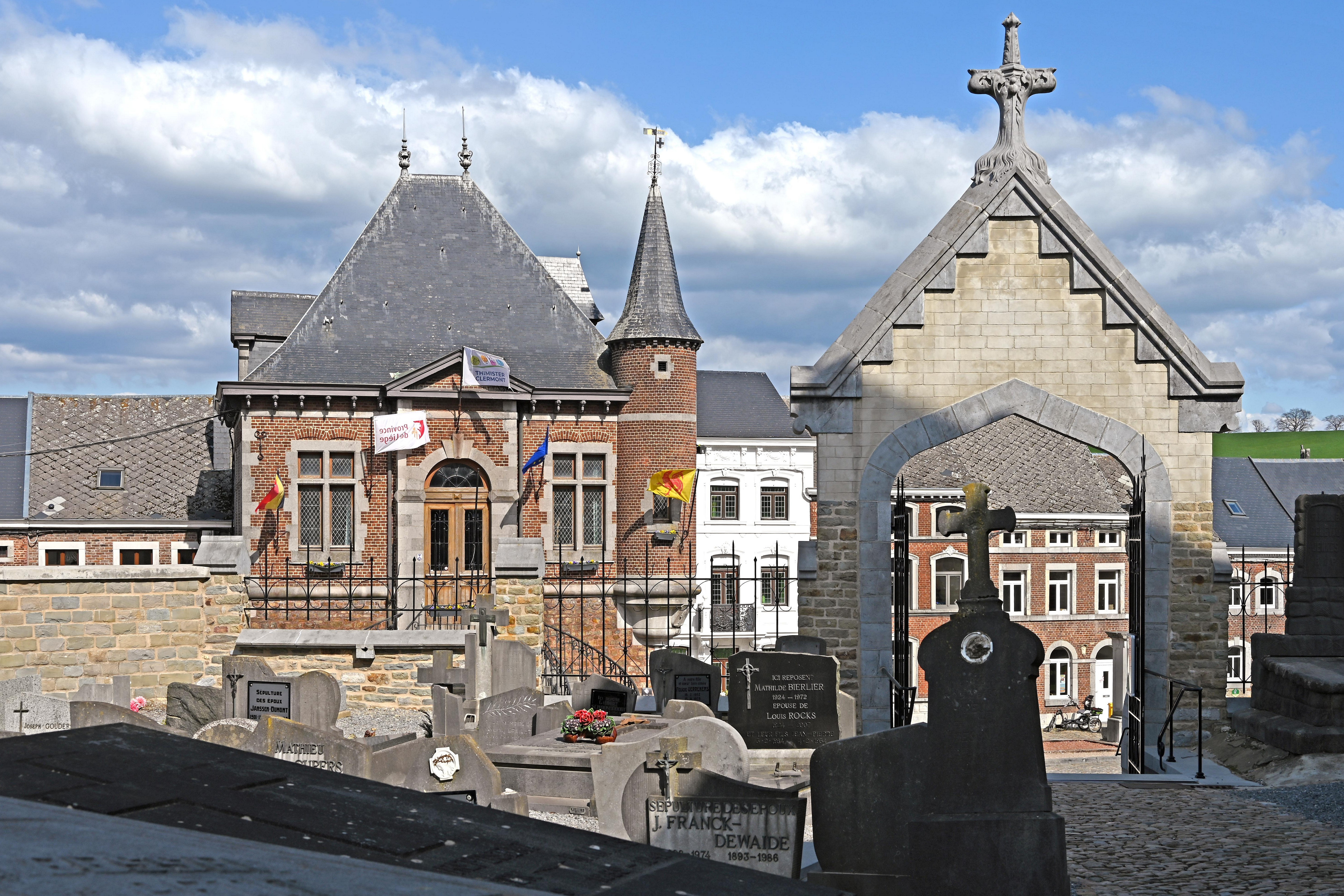
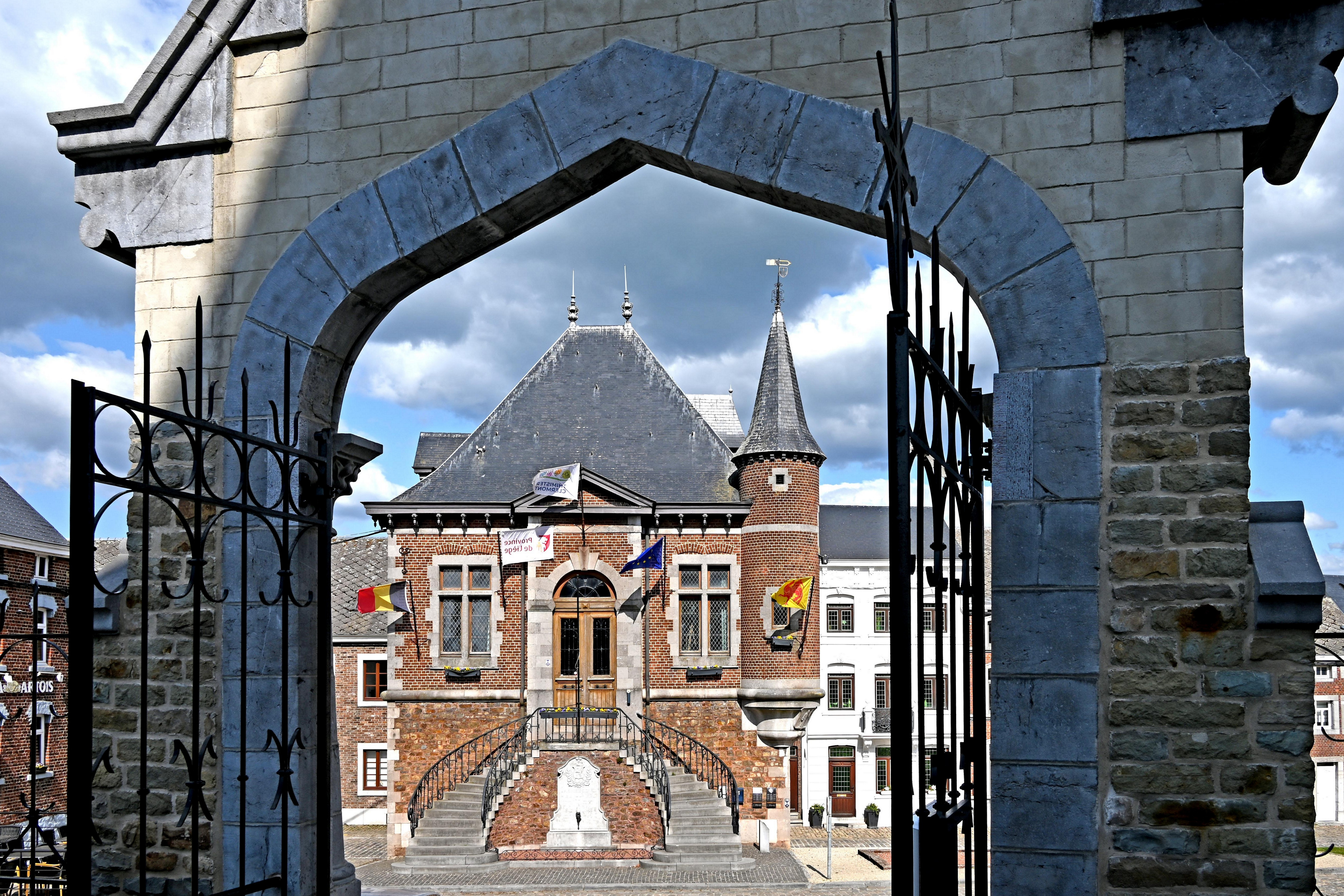
Voormalig gemeentehuis
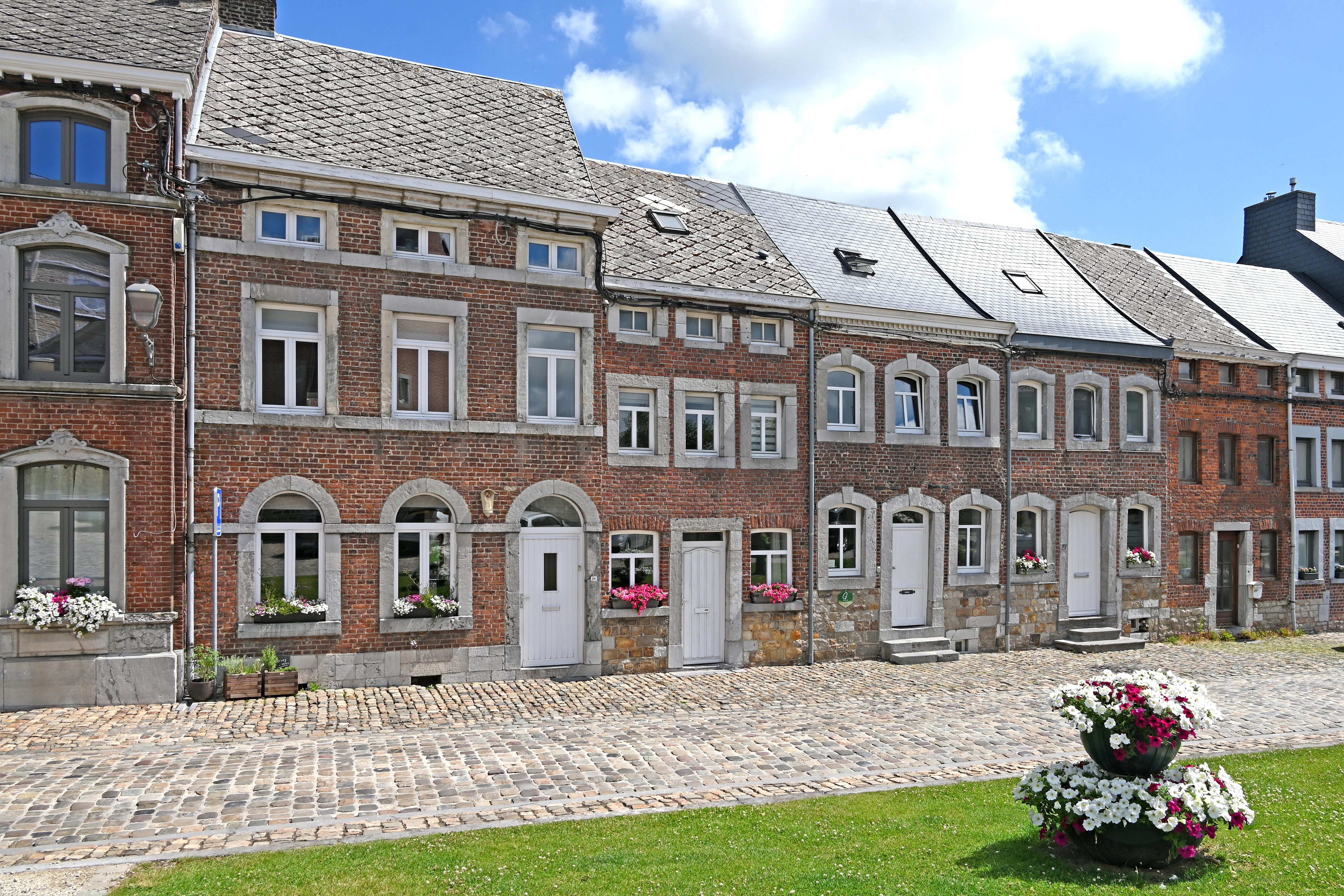
Characteristieke huizen aan de Place de la Halle
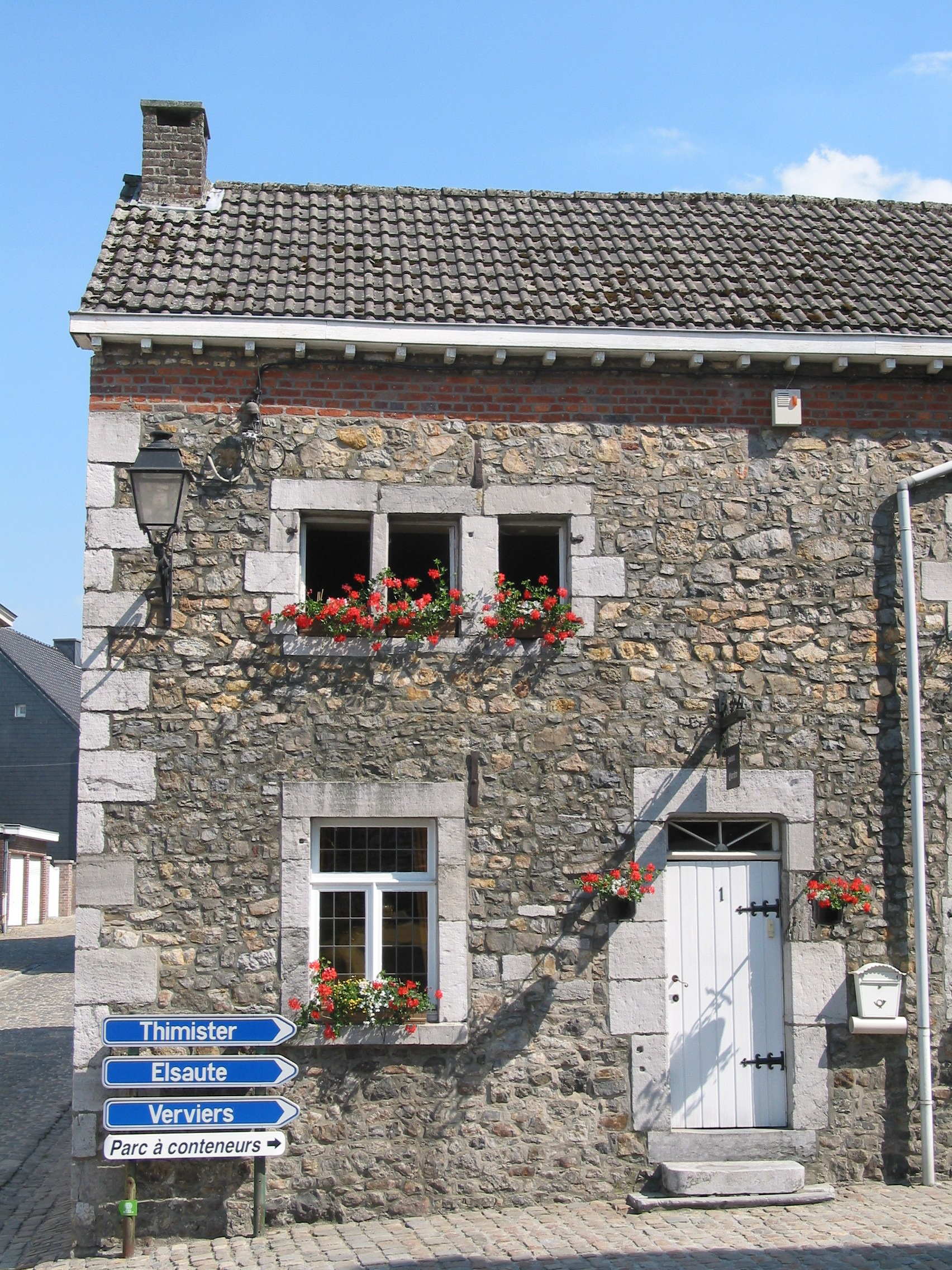
Rue du Bac, 1
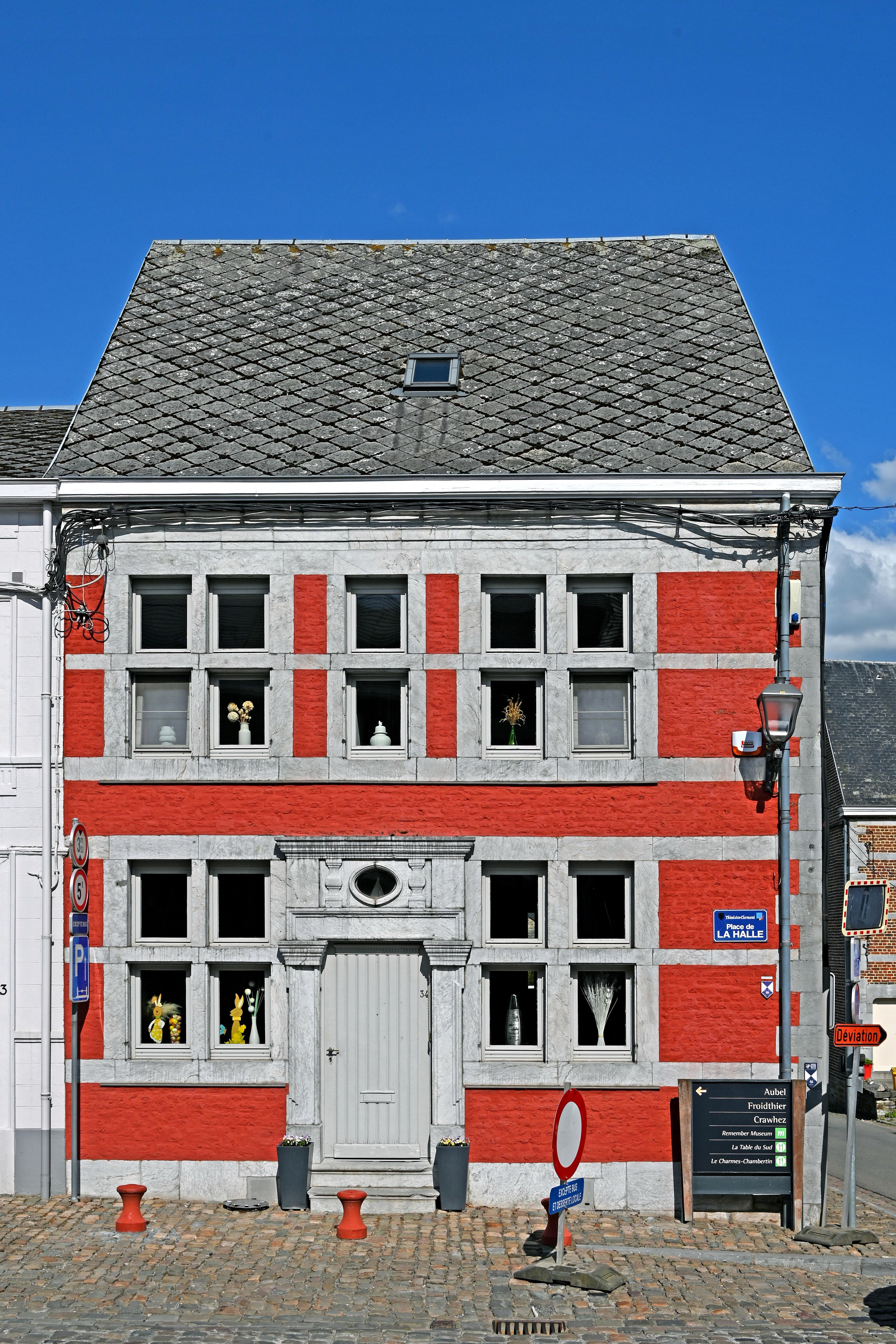
Place de la Halle, 34. Stijl: Maaslandse renaissance
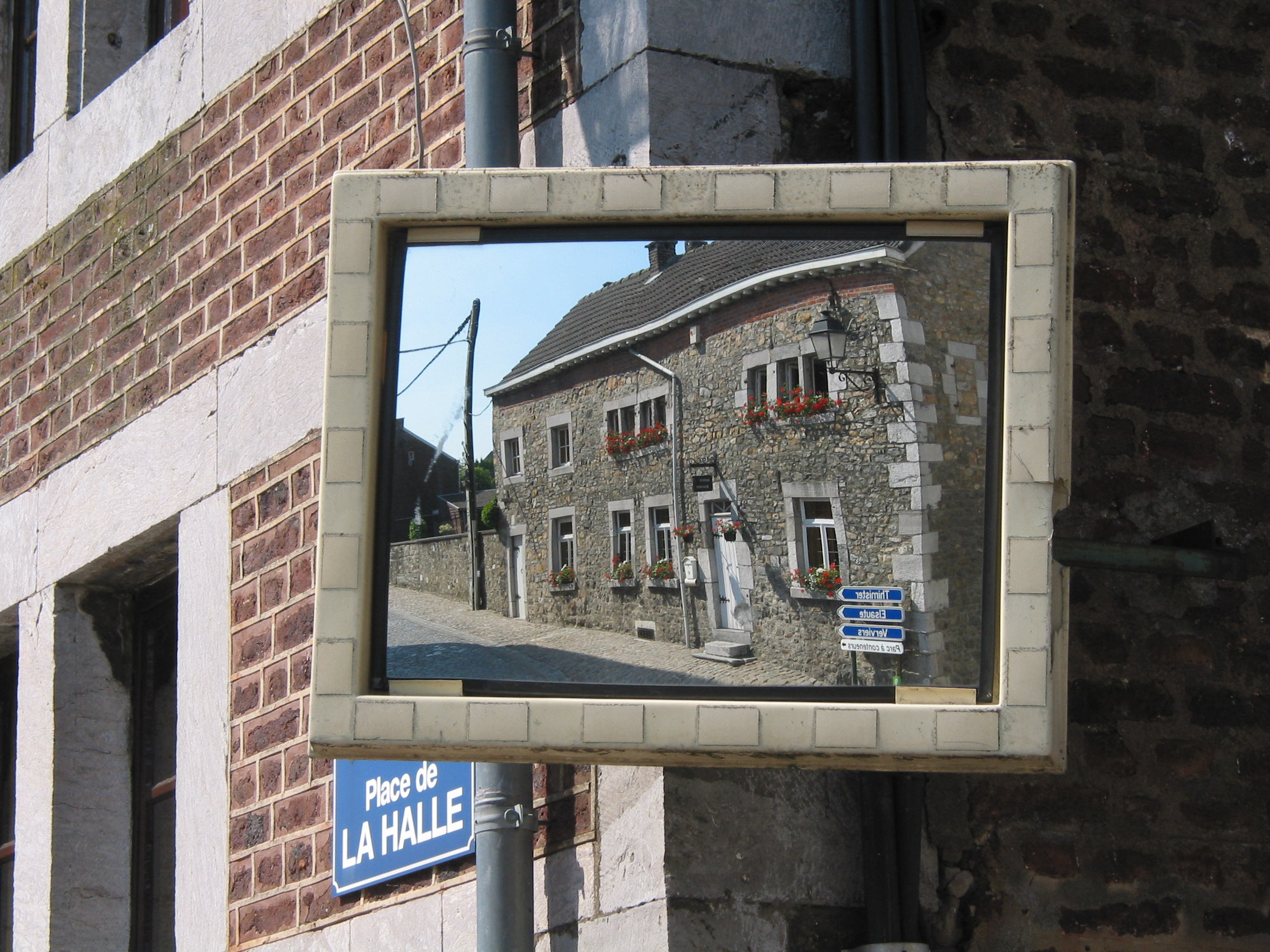
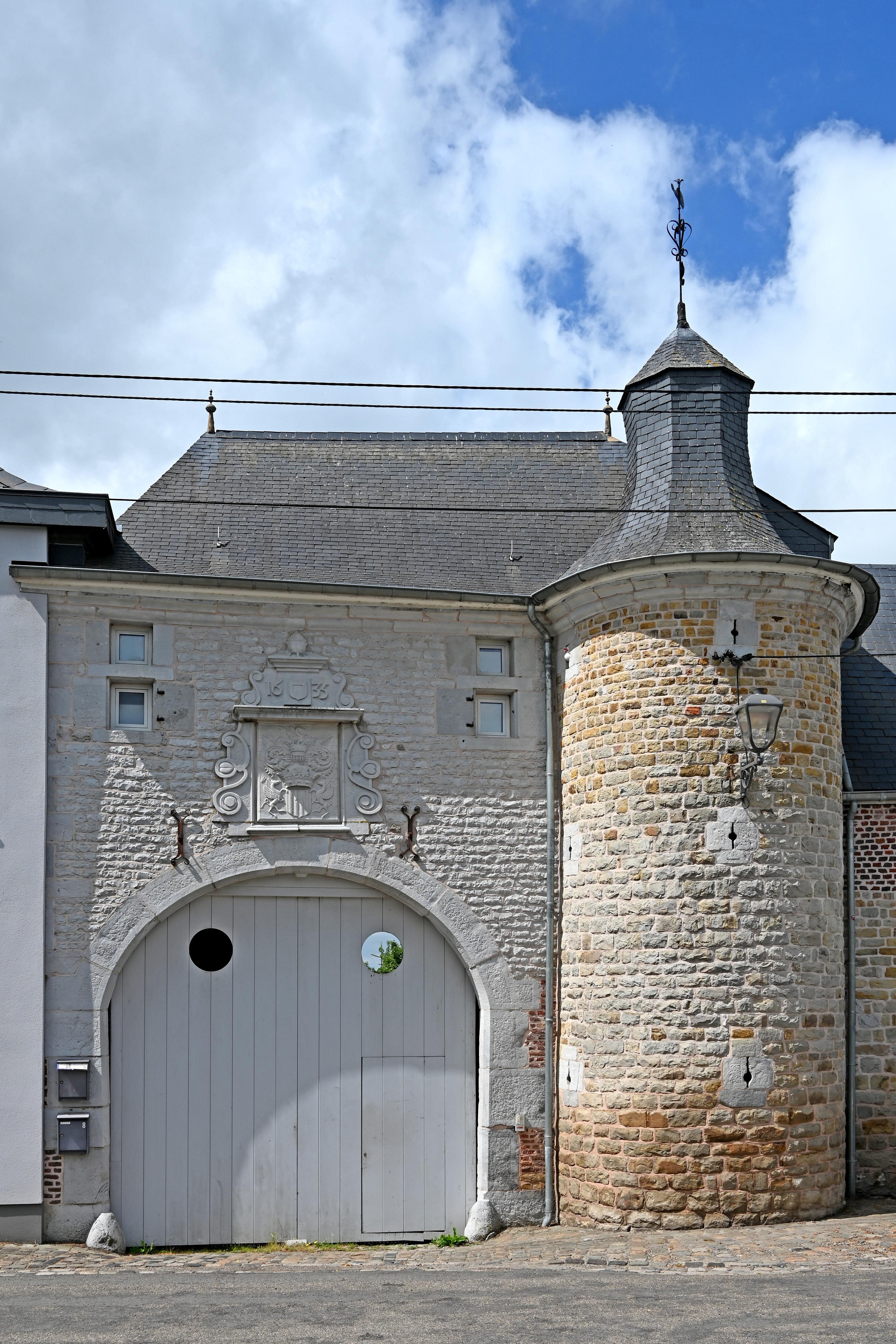
Kastelen

Deelgemeente: Clermont · Thimister

Overige kernen: Crawhez · Elsaute · Froidthier · La Minerie

Belgische gemeenten · arrondissement Verviers · provincie Luik · Wallonië